# Hidenobu Kiuchi
Hidenobu Kiuchi (木内 秀信 Kiuchi Hidenobu?) es un seiyū japonés nacido el 5 de febrero de 1969 en Kōbe, Hyogo, Japón. Actualmente trabaja por libre.

## Roles interpretados
Lista de los roles interpretados durante su carrera.
Los personajes principales aparecen en negrita.

### Anime
1996
- Rurouni Kenshin como Shiro.

1999
- Gozonji! Gekkou Kamen-kun como Padre de Kirara.
- Hunter X Hunter como Bashou; Mafia A; Majitani (eps.14,15)

2000
- Yu-Gi-Oh! Duel Monsters como Shopkeeper (ep.55)

2001
- Dr. Rin ni Kiitemite! como Eddy Tsukioka.
- The Prince of Tennis como Padre de Kawamura; Kimiyoshi Fukawa; Yuushi Oshitar

2002
- Full Moon o Sagashite como Chief Yamagawa; Mr.Muscle 2 (Ep.31)
- Whistle! como Padre; Police Chief; Shigeki Sato

2003
- Gunslinger Girl como José.

2004
- Aishiteruze Baby como Eiichi Katakura.
- Legendz: Yomigaeru Ryuuou Densetsu como Group Member.
- MONSTER como Kenzô Tenma.
- Yu-Gi-Oh! Duel Monsters GX como Kourimaru; SAL (ep.13)

2005
- Capeta como Miura; Padre de Momotaro (ep.21)
- Cluster Edge como Hematite Ramsbeckite.
- Idaten Jump como Zentaro.
- Peach Girl como Kazuya Toujikamori (aka "Toji").
- Rockman.EXE Beast como Zoan Gateman.

2006
- Death Note como Hirokazu Ukita.
- Ergo Proxy como Clerk (ep.3)
- Katekyō Hitman Reborn! como Ryōhei Sasagawa.
- Kemonozume como Toshihiko Momota.
- NANA como Ren Honjo.
- Pokémon: Diamante y Perla como Kenzō.
- The Story of Saiunkoku como Ryuuren Ran.

2007
- Darker than black como Hei.
- Devil May Cry como Paul (ep.9)
- Majin Tantei Nōgami Neuro como Usui Naohiro.
- MapleStory como Barrow.
- The Story of Saiunkoku (Second Series) como Ryuuren Ran.

2008
- Chi's Sweet Home como Mr. Yamada.
- Mōryō no hako como Tatsumi Sekiguchi.
- Ryoko's Case File como Junichirō Izumida.

2009
- 07-Ghost como Padre (Bishop).
- Chi's New Address como Mr. Yamada.
- Darker than Black: Ryūsei no Gemini como Hei.
- Fullmetal Alchemist: Brotherhood como King Bradley (joven).
- Rideback como Ryuunosuke Kataoka.
- Zoku Natsume Yūjin-Chō como Bad Spirit (eps. 12, 13)

2011
- Gosick como Grevil de Blois

2012
- Eureka Seven: AO como Georg
- Natsume Yuujinchou como Mikage (4th season, episode 8)
- Initial D como Go Hojo
- Blue Exorcist: The Movie como Cheng-Long Liu

2013
- Hajime no Ippo Rising como David Eagle
- Naruto Shippuden como Shisui Uchiha

2017
- Onihei Hankachō como Yasugorō Koyanagi.

2020
- Boruto: Naruto Next Generations como Kirisaki.

### OVA
- Dead Leaves como Guard A
- The Mastermind of Mirage Pokémon como Dr. Yung; Mister Mirage.
- The Prince of Tennis: The National Tournament como Yuushi Oshitar.
- Tennis no Ouji-sama: Zenkoku Taikai-hen Semifinal como Padre de Kawamura; Yuushi Oshitari.
- Yokohama Kaidashi Kikou ~Quiet Country Cafe~ como Man (ep.2)

### Películas
- The Place Promised in Our Early Days como Arisaka.
- Tennis no Oujisama: Atobe Kara no Okurimono como Yuushi Oshitari.
- Nerawareta Gakuen como Saito Sensei.
- Fullmetal Alchemist: la estrella sagrada de Milos como Ashleigh Crichton; teniente coronel Hershel

### Videojuegos
2011
- Tales of Xillia como Wingul

2012
- Initial D Arcade Stage 6 AA como Go Hojo
- Tales of Xillia 2 como  Wingul
- UNDER NIGHT IN-BIRTH como  Merkava

2013
- Initial D Arcade Stage 7 AAX como Go Hojo